# Theo Poel
Theo Poel (* 24. April 1951 in Brüssel) ist ein ehemaliger belgischer Fußballspieler.

## Karriere
Poel kam im Seniorenbereich erstmals für den K. Beringen FC als Abwehrspieler in der 1. Division 1969/70 zu Punktspielen. Am Ende seiner Premierensaison stieg er mit seiner Mannschaft in einem Teilnehmerfeld von 16 Mannschaften als 15. in die 2. Division ab. Von 1970 bis 1972 bestritt er in dieser Spielklasse Punktspiele und kehrte mit seiner Mannschaft als Zweitplatzierter in die 1. Division zurück, in der er bis Saisonende 1974/75 aktiv war.
Zur Saison 1975/76 wurde er von Standard Lüttich verpflichtet, für das er bis Saisonende 1985/86 355 Punktspiele bestritt und neun Tore erzielte. Während seiner elfjährigen Vereinszugehörigkeit gewann er zweimal die Meisterschaft, einmal den Vereinspokal, zweimal den Supercup und einmal den Ligapokal. Des Weiteren bestritt er in den drei bedeutenden europäischen Pokalwettbewerben insgesamt 35 Spiele, in denen ihm ein Tor gelang. Bei vier aufeinander folgenden Teilnahmen (1977/78 bis 1980/81) im Wettbewerb um den UEFA-Pokal wurde er in 18 Spielen am häufigsten eingesetzt; im Zweitrundenhinspiel am 19. Oktober 1977 beim 2:2-Unentschieden bei der AEK Athen erzielte er das Tor zum 2:0 in der 42. Minute. Im Wettbewerb um den Europapokal der Pokalsieger kam er in neun Spielen – einschließlich des Finales – am weitesten und im Wettbewerb um den Europapokal der Landesmeister bestritt er 1982/83 und 1983/84 jeweils die Hin- und Rückspiele der 1. und 2. Runde. Im Intertoto-Cup erzielte er zwei Tore in 16 Einsätzen über einen Zeitraum von neun Jahren.
Im Alter von 35 Jahren ließ er seine Spielerkarriere in der Saison 1986/87 beim K. Beerschot VAV in der seinerzeitigen 3. Division ausklingen.

## Erfolge
- Europapokal der Pokalsieger-Finalist 1982
- Belgischer Meister 1982, 1983
- Belgischer Pokal-Sieger 1981, -Finalist 1984
- Belgischer Supercup-Sieger 1981, 1983
- Belgischer-Ligapokal-Sieger 1975
- Aufstieg in die 1. Division 1972